# Скрудж (фильм, 1970)
«Скрудж» (англ. Scrooge) — фильм режиссёра Рональда Нима. Снят в Великобритании в 1970 году. Сценарий Лесли Брикасса основан на романе Чарльза Диккенса 1843 года «Рождественская песнь в прозе».

## Сюжет
Фильм по классическому сюжету популярному в европейской, особенно британской культуре. Старый скряга Скрудж влюблён лишь в своё богатство. Он не разделяет общей радости от приближающегося Рождества. В вечер сочельника Скруджу предстаёт дух его покойного компаньона Джейкоба Марли. Дух Марли сожалеет, что после смерти был наказан за чёрствость и корысть. Он не хочет такой же участи для Скруджа. По его просьбе Скруджа посетят три духа, которые помогут ему измениться. Они будут являться один за другим в течение трёх ночей. Первый — Святочный Дух Прошлых лет — ведёт Скруджа в прошлое. Перед ним проносится собственная беззаботная и бескорыстная юность, первая любовь. Но скоро зёрна алчности пускают свои корни. Скруджу невыносимо видеть это со стороны. Образы из прошлого исчезают.
Второй дух — Дух Нынешних Святок. Он переносит Скруджа в семейный круг Боба Крэтчита — небогатого клерка из конторы Скруджа. Домашние Боба празднуют Рождество, взрослые поднимают бокалы за достаток и процветание. Лишь предложенный хозяином тост за здоровье Скруджа вызывает у всех недоумение. Только большой Праздник не даёт им открыто отказаться от тоста. Здесь же Скрудж узнаёт, что младший ребёнок Крэтчитов Тим серьёзно, возможно смертельно болен. Далее дух переносит старого скрягу в атмосферу праздничного веселья самых различных людей. Последний, кого они посещают в эту ночь, — племянник Скруджа. Открытый и искренний молодой человек едва ли не единственный в городе любит дядю и желает ему Счастливого Рождества. Дух не даёт умилённому скупцу принять участие в общих святочных забавах и уносит его прочь.
Третий дух — Дух Будущих Святок. Он показывает возможное грядущее. Скрудж не видит там себя, но постоянно слышит от различных людей пересуды о смерти какого-то злобного одинокого старца. Должники возносят хвалу за кончину кредитора. Скрудж в тревоге возвращается в реальность. Он решает изменить своё мрачное будущее: становится едва ли не главным благотворителем в городе, любящим дядей для своего племянника и внимательным покровителем выздоравливающего сынишки Боба Крэтчита.

## Музыкальные номера
- Рождественская история — тема радости, ожидания приближающегося Рождества. Основана на народных рождественских мелодиях Англии.
- Дети и Рождество — Боб Крэтчит с детьми совершают предпраздничные покупки на рыночной площади.
- Я ненавижу людей — Скрудж возвращается из конторы домой.
- Father Christmas[1] — комические куплеты мальчишек, следующих за Скруджем и вторящих его теме Я ненавижу людей.
- Увидишь призраков — мрачная тема-предсказание Джейкоба Марли.
- 25-е декабря — заводная джига в доме мистера Физзивига.
- Счастье — тема Изабель, романтической влюблённости из юности Скруджа.
- Ты…Ты… — тема Скруджа, отвергающего чувства Изабель.
- Мне нравится жизнь — Дух нынешних Святок.
- Чудесный день — песня Тима Крэтчита своей семье.
- Спасибо Вам большое — песня ликующих должников на похоронах Скруджа из его возможного будущего. Музыкальная композиция была номинирована на «Оскар», как лучшая песня к кинофильму.
- Я начну сначала — тема покаяния Скруджа, с облегчением проснувшегося живым.
- Финальное попурри — состоит изо всех музыкальных тем фильма. Скрудж объявляет о полном прощении долгов и, переодевшись Дедом Морозом, марширует по городу в компании счастливых детей с пожеланиями «Счастливого Рождества».

## В ролях
- Альберт Финни — Скрудж
- Алек Гиннесс — Дух Джейкоба Марли
- Эдит Эванс — Святочный Дух Прошлых лет
- Кеннет Мор — Дух Нынешних Святок
- Пэдди Стоун — Дух Будущих Святок
- Дэвид Коллинз — Боб Крэтчит
- Майкл Мэдвин — Племянник Скруджа
- Гордон Джексон — Товарищ племянника
- Лоуренс Найсмит — Мистер Феззивиг
- Кэй Уолш — Миссис Феззивиг

## Награды
Фильм был выдвинут на премию «Оскар» в 5 номинациях, на Золотой глобус — в 4. Награду Голливудской ассоциацией иностранной прессы получил только Альберт Финни за лучшую мужскую роль в комедии/мюзикле.

## Критика
Роджер Эберт отозвался достаточно язвительно:
«Не думаю, что этот фильм должен быть цветным (Скрудж — однозначно чёрно-белый персонаж). И я не уверен, что это должен быть мюзикл. Наша беда в том, что среди современных мюзиклов так много написано Лесли Брикассом. После „Доктора Дулиттола“ опять так много легкозабывающихся мелодий и бессмысленных текстов с названиями вроде Мне нравится жизнь и Спасибо Вам большое… Алек Гиннесс в роли закованного в цепи духа Марли, рождественская индейка на 40 фунтов, Крошка Тим действительно крошечный, Скрудж, переделывающий сам себя. Чего же ещё пожелать? Песен бы не надо.»
Тон Британских критиков более мягок:
«Эта постановка забавна и заставит вас улыбнуться, чаще, чем многие другие версии. Конечно, рассказ о Скрудже и других персонажах этой истории затрагивает самые глубокие чувства, но в целом это хорошее светлое представление, которое заставляет задуматься о себе, уведеть себя глазами окружающих. Приобретите фильм в свою коллекцию, его стоит просто пересмотреть один раз в год Рождественским утром.»

## Культурное влияние
В 1992 году в Великобритании на основе музыкальных номеров был поставлен спектакль под названием «Скрудж: Мюзикл». В главной роли был занят Энтони Ньюли. В 2003 шоу было возобновлено с участием певца и танцора Томми Стила.